# ヤン・ルーベス
ヤン・ルーベスC.M.（Jan Rubes　本名：ヤン・ラディスラフ・ルーベッシュ チェコ語表記：Jan Ladislav Rubeš 1920年6月6日 - 2009年6月29日）は、旧・チェコスロバキア（現・チェコ）・南ボヘミア州出身のカナダのオペラ歌手（バス）、俳優。ヤン・ルーベッシュ、ヤン・ルーブス、ジャン・ルーベスとも表記される。

## 来歴
第二次世界大戦後、プラハ音楽院を卒業し、プラハでバス歌手として活動を始める。1948年、ジュネーヴ国際音楽祭で優勝後、カナダへ移住、カナディアン・オペラ・カンパニーで活動する傍ら、俳優としての活動を始め、1985年、映画『刑事ジョン・ブック 目撃者』で注目される。
2009年6月29日、脳梗塞のため89歳で死去した。

## 主な出演作品
- 三匹荒野を行く The Incredible Journey (1963) アニメ映画
- 刑事ジョン・ブック 目撃者 Witness (1985)
- 冬の嵐 Dead of Winter (1987)
- グリック家の宝物 The Outside Chance of Maximilian Glick (1988) 劇場未公開
- チャーリー・シーン/アルプスを越えて Courage Mountain (1989) 劇場未公開
- エキスパーツ The Experts (1989) 劇場未公開
- 幸せの向う側 Deceived (1991)
- 訴訟 Class Action (1991)
- D2 マイティ・ダック D2: The Mighty Ducks (1994)
- 新・鳥 The Birds II: Land's End (1994) テレビ映画
- 最高のルームメイト Roommates (1994) 劇場未公開
- アーミー・エンジェル Serving in Silence: The Margarethe Cammermeyer Story (1995) テレビ映画
- ヒマラヤ杉に降る雪 Snow Falling on Cedars (1999)